# Diolenius phrynoides
Espèce
Synonymes
- Attus phrynoides Walckenaer, 1837
- Attus obisioides Doleschall, 1857

Diolenius phrynoides est une espèce d'araignées aranéomorphes de la famille des Salticidae.

## Distribution
Cette espèce est endémique d'Indonésie,. Elle se rencontre à Ambon et en Nouvelle-Guinée occidentale.

## Description

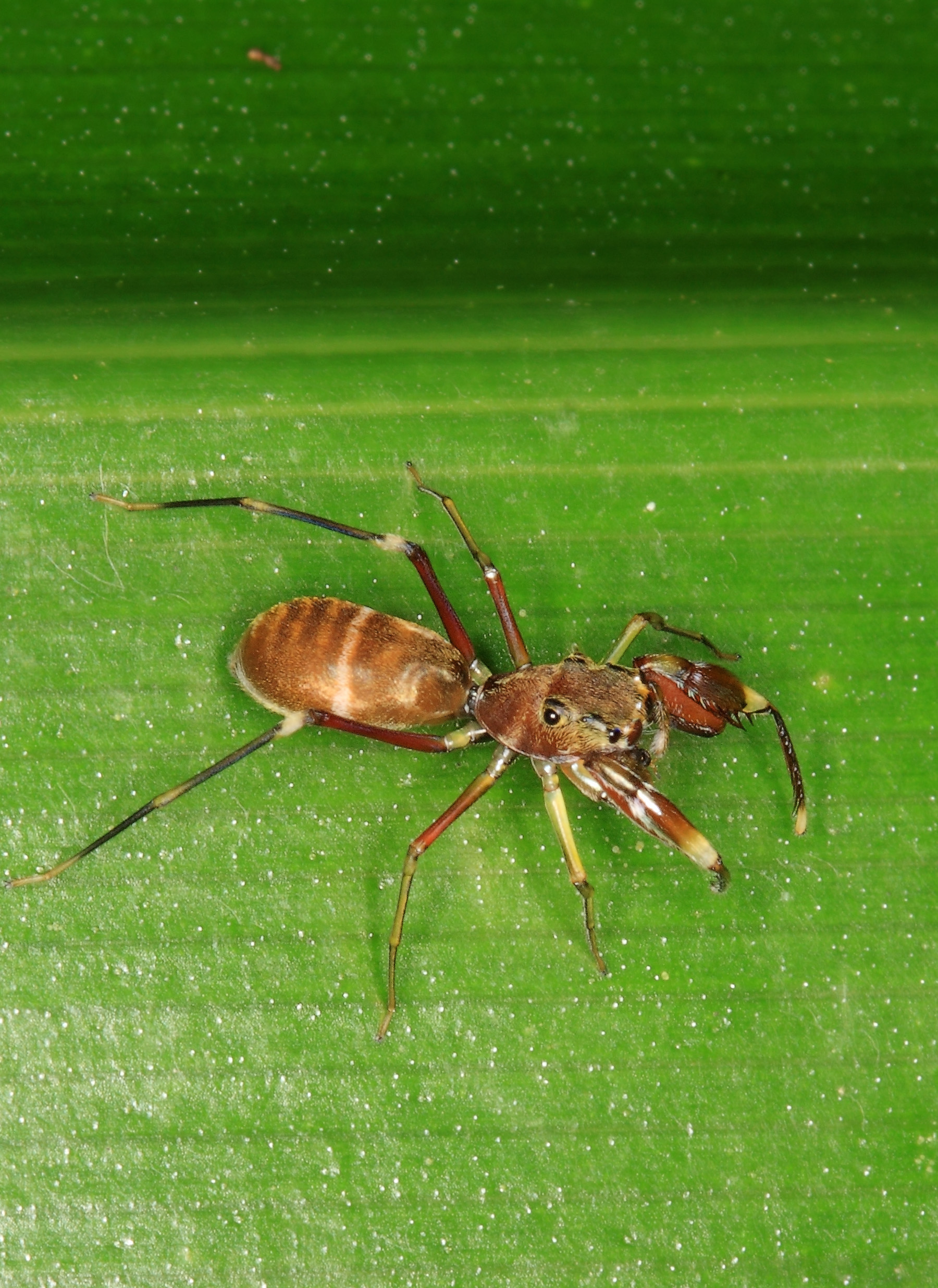
Diolenius phrynoides ♀

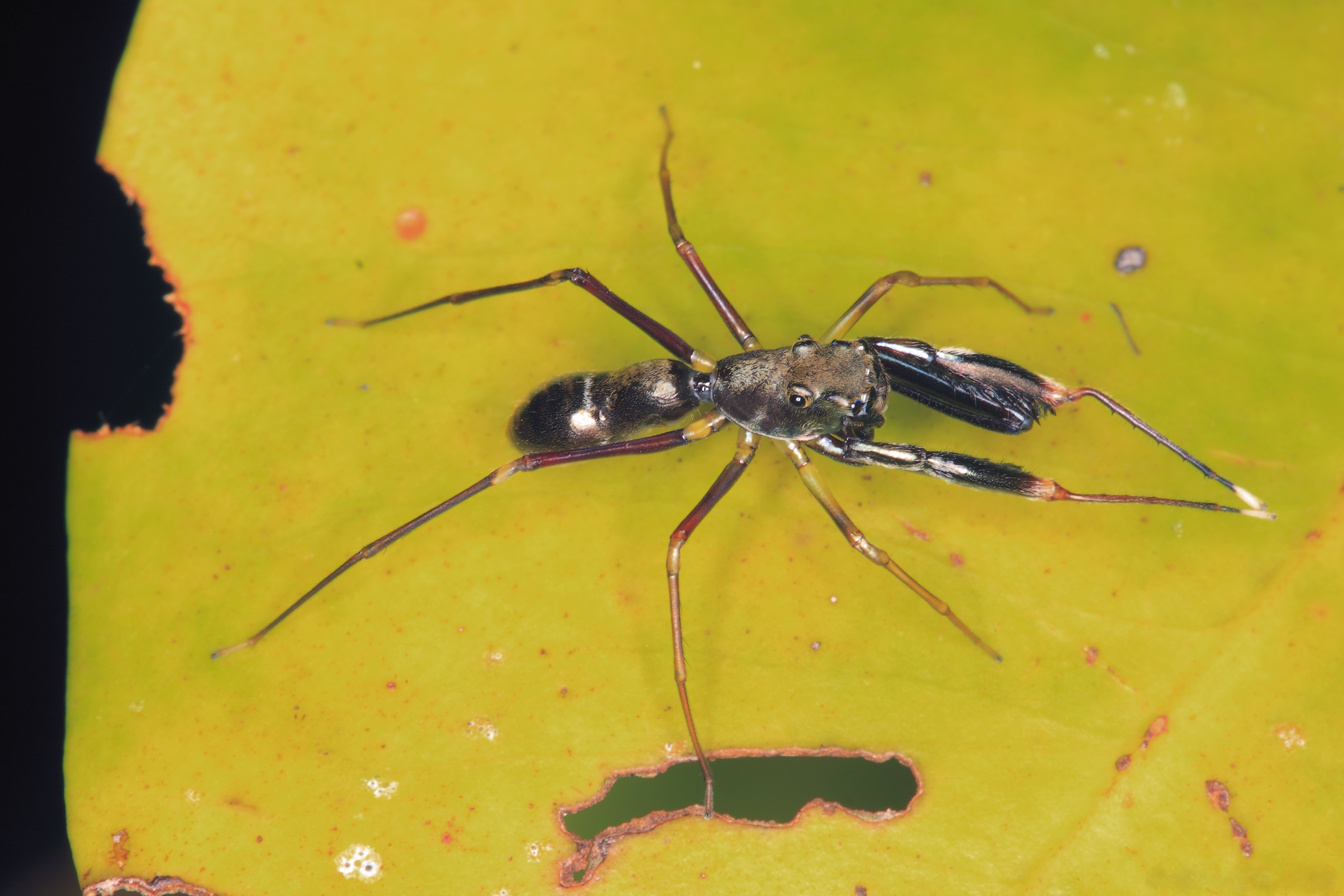
Diolenius phrynoides ♂

La carapace du mâle décrit par Gardzińska et Żabka en 2006 mesure 3,50 mm de long sur 2,20 mm et l'abdomen 4,93 mm de long sur 2,15 mm et la carapace de la femelle mesure 2,85 mm de long sur 1,80 mm et l'abdomen 4,40 mm de long sur 2,25 mm.

## Publication originale
- Walckenaer, 1837 : Histoire naturelle des insectes. Aptères. Paris, vol. 1, p. 1-682 (texte intégral).